# Саунорис, Витаутас
Витаутас Саунорис (лит. Vytautas Saunoris; 23 апреля 1923 — 19 августа 1967) — литовский и советский футболист, футбольный тренер. Мастер спорта СССР (1954).

## Биография
Его отец — Антанас также был связан с футболом.
Учился в гимназии Витаутаса Магнуса, вступил в молодёжную команду клуба KSS и был её капитаном. 13 октября 1940 года принял участие в товарищеской встрече сборной Литвы против сборной Латвии (4:3), в которой отметился дублем. При этом на момент проведения матча обе страны уже вошли в состав СССР.
После окончания второй мировой войны продолжил играть в футбол в советской системе лиг. В 1946 году отыграл сезон во второй лиге за «Спартак» (Каунас), где провёл 4 матча. В 1947 году перешёл в клуб первой лиги «Динамо» (Вильнюс) (будущий «Спартак» Вильнюс). В 1952 году вместе с командой добился выхода в высшую лигу, где «Спартак» провёл один сезон и вылетел обратно в первую лигу. За сезон в высшей лиге Саунорис провёл 18 матчей и забил гол в ворота ленинградского «Зенита». Завершил игровую карьеру после окончания сезона 1955.
С 1958 по 1959 год являлся главным тренером вильнюсского «Спартака». Был членом Совета тренеров Федерации футбола Литвы.
Имел сына Гинтараса.
Умер 19 августа 1967 года в возрасте 44 лет.